# Kino: la leyenda del padre negro
Kino: la leyenda del padre negro és una pel·lícula mexicana dirigida per Felipe Cazals i protagonitzada per Enrique Rocha, Rodolfo de Anda i Blanca Guerra.

## Argument
Abans de morir el pare jesuïta Francisco Eusebio Kino recorda els successos que el van fer viatjar d'Itàlia a la Nova Espanya, on va acompanyar a l'expedició de l'almirall d'Atondo en qualitat de cartògraf i missioner. Durant la seva estada a Califòrnia i Sonora, Kino és testimoni del maltractament dels espanyols cap als indígenes, situació que a vegades es gira en contra de la seva missió evangelitzadora.

## Repartiment
- padre Francisco Eusebio Kino: Enrique Rocha
- almirall d'Atondo: Rodolfo de Anda
- tinent Rincón: Carlos Cardán
- pare Saeta: Leonardo Daniel
- pare Goñi: Jorge Fegán
- tinent Manje: Fernando Balzaretti
- cortesana 1: Blanca Guerra
- cortesana 2: Tina Romero
- ballarina a la cort: Pilar Medina
- duquessa d'Aveiros: Federica Armendáriz

## Premis
- Va obtenir el 2n lloc en la categoria Clàssics de Mèxic en el VI Concurs de Cinema organitzat pel Fideïcomís d'Estímuls al Cinema Mexicà (FECIMEX) en 1993.
- En la XXXVI edició dels Premis Ariel va ser nominada a: Millor Direcció, Millor Actuació Masculina, Millor Actor de Quadre, Millor Fotografia, Millor Coactuació Masculina i Millor Música de Fons, però només va guanyador aquesta última.